# Dora Mayer
Dora Mayer (Hamburgo, 12 de marzo de 1868 - Cercado de Lima, 7 de enero de 1959) fue una investigadora y periodista peruana. Se dedicó a la defensa de la causa indígena por lo que se le considera precursora del indigenismo peruano y del pensamiento sociológico peruano.

## Biografía
Fue la única hija de Anatol Adolf Mayer y Mathilde Loehrs, ambos de vocación protestante. Los tres vivieron en Hamburgo hasta que decidieron salir de Alemania por oposición al nuevo orden político prusiano. Arribaron al Callao el 14 de abril de 1873, cuando Dora tenía 5 años, en pleno surgimiento del civilismo. Aunque Dora Mayer fue autodidacta, sus padres se encargaron de sus primeras experiencias educativas. Su madre le enseñó historia, geografía, literatura, inglés francés y música y su padre le dio lecciones de castellano y aritmética.
Fundó la Asociación Pro-Indígena junto a Joaquín Capelo y Pedro Zulen, colaboró con varios artículos sobre el tema indígena en las revistas Amauta y Labor, de José Carlos Mariátegui, y escribió durante 3 años en La Crítica, revista que fundó junto a su colega Miguelina Acosta, además de colaborar activamente en otros medios informativos. A pesar de ser perseguida y censurada por el gobierno de Augusto B Leguía, Mayer se las ingenió para seguir publicando a través de diversas redes de intelectuales, artistas y organizaciones de la época, logrando generar una vasta producción literaria.
Escribió novelas, dramas y artículos de todo tipo. También fue conocida por sus obras de carácter sociológico y filosófico y sus debates registrados en la revista Amauta y en algunas referencias que Mariategui le hace a través de sus publicaciones. Su primera novela en alemán lleva el título Der Cosmopolit y su novela en inglés, que apareció en dos tomos, se titula A life contrast. Años más tarde escribió dramas, entre los cuales destacan Tacna y Arica, El juez, El drama de la selva, Tránsito, Por la mujer, The mistery, etc. Además de mantener una actividad de creación intelectual constante, Mayer participó de varios congresos nacionales e internacionales, representando a la Asociación Pro Indígena.
A pesar de que le dedicó varios años de su vida a la causa indígena, sus escritos abarcaron un amplio abanico de temas, logrando mantener un tono explícito en varios de ellos.

En varios artículos escribió sobre los impactos de la guerra con Chile, expresando su postura con bastante claridad: 
“Nuestra esperanza no puede ser sino una: la de recuperar Tacna y Arica tal como las perdimos en 1880” 
También escribió sobre asuntos religiosos, publicados en su mayoría en la revista Amauta, siendo el más conocido El problema religioso en Hispano América. A pesar de que los círculos donde ella más se movía estaban fuertemente influenciados por el pensamiento positivista y que por ello consideraban a la Iglesia Católica como un elemento que retrasaba el avance científico, intelectual y espiritual, tal como lo expresaron en Amauta, la postura de Mayer fue más bien la opuesta:
“la presencia del sacerdotismo católico de peor aspecto en ciertos medios no es causa, sino efecto de la psicología reinante”
Sobre ello, en varias ocasiones, Mayer expresó su convicción sobre la importancia de la cohesión entre la lengua castellana y la Iglesia católica como elementos para desafiar a Estados Unidos:
“La Lengua de España, la iglesia de Roma, dos elementos ajenos al aborígen sud americano, han formado, sin embargo, el principio de unidad que hace de las partes meridionales del continente un bloque contrario a la parte septentrional inglesa y protestante”
A su vez, Mayer fue una de las intelectuales que logró problematizar y advertir sobre la influencia y expansión de Estados Unidos en América Latina.
“para el yanqui el norte americano es el único americano en América” 
 Y más aún, logra expresar la necesidad de una "coalición de los despreciados" para poder dar frente a la expansión estadounidense:
“¿Qué hacer ante dicha contingencia? ¿Disimular cortésmente la conciencia de la soberbia que el “hermano” norte-americano lleva en su pecho o procurar blanquear más la raza colombina, a fin de poder ser admitidos al festín de banqueros de Wall Street? Este último método parece ser el más aceptado en las clases “superiores” de Latino América. Yo aconsejaría hacer causa común con los despreciados hindúes, negros, chinos y japoneses, formando la coalición de los despreciados y preparando la gloriosa prueba del poder que serán capaces de desarrollar las civilizaciones llamadas muertas y primitivas para ganarse independencia y respeto en el mundo”. 
También escribió sobre la colonia China en el Perú. En 1927, a través del Amauta, exclamó lo siguiente, en clara alusión al político argentino Roque Sáenz Peña y como respuesta a la doctrina de Monroe:
“¿excluir a las razas asiáticas? no; mil veces no. Hacerlo sería traicionar el lema de nuestros más altos pensadores: ‘América para la humanidad’”
Si bien nunca viajó a Alemania, mantuvo comunicación con su lugar de origen, a través de cartas con familiares y por su educación alemana. Ello le hizo mantener particular atención sobre los acontecimientos de la época que involucraban a Alemania, sobre todo la creciente militarización y ascenso del nazismo, lo que le hizo escribir numerosos ensayos sobre el tema.
Tras la caída de Leguía en 1930, Mayer simpatizó con Luis Miguel Sánchez Cerro, acercándose al partido Unión Revolucionaria (UR) y escribiendo en Crisol, el órgano de propaganda de UR. A pesar de escribir en dicha revista, Mayer no se afilió al UR. Luego del asesinato de Sánchez Cerro, Mayer se une a Juana de Dammert y Miguelina Acosta para pedir clemencia hacia los responsables del magnicidio.
Fue también conocida por dedicarse a escribir sobre la colonia china en el Perú, incentivada por su cercanía a Pedro Zulen. En el año 1924 se le encargó la redacción de un texto que enfocara los anhelos de la colectividad china y su compromiso con la nación peruana, naciendo de esta forma el libro La China silenciosa y elocuente. En 1934 apareció su primer artículo en Oriental, revista de la colonia china, con la cual colaboró hasta el año 1957.
Falleció el 7 de enero de 1959 en su casa ubicada en pasaje Inclán, cerca de la Plaza San Martín, a los 90 años. Sus restos descansan en el cementerio Británico de Bellavista, Callao, junto a sus padres.

## Obras y publicaciones
Entre los libros sociológicos más conocidos, destacan The conduct of the Cerro de Pasco Mining Company (1913) cuya versión en castellano se publicó un año después; La China silenciosa y elocuente, estudio sobre la inmigración china al Perú (1924); El oncenio de Leguía (1932), y El indigenismo (1949). Sus Memorias han sido póstumamente publicadas por el historiador Pablo Macera (tres tomos, 1992).
Sus obras más importantes sobre el tema indigenista son The Conduct of the Cerro de Pasco Mining Company (1913), El indígena peruano a los 100 años de la república libre e independiente (1921) y El indígena y su derecho (1929). Desde los años treinta se ocupó cada vez más del peligro del fascismo, Hitler y la Segunda Guerra Mundial. Fuera de sus artículos aparecidos en diferentes diarios y revistas, también escribió ensayos más largos sobre sus preocupaciones: Pro Paz de Sur América (1938), La guerra y nosotros (1942) y En busca de paz (1948).
Su trayectoria periodística fue bastante fructífera. Colaboró con los diarios y revistas más significativos de la época como lo fueron El Comercio, La Prensa, La Crónica, El Tiempo, Amauta, El Callao y durante veinte años con Oriental, revista de la colonia china. Además, dirigió y financió la redacción del periódico El deber pro indígena, el cual se mantuvo en actividades durante 6 años (1909-1915) y La Crítica, semanario que fundó y empujó junto a Miguelina Acosta desde septiembre de 1917 hasta agosto de 1920, hasta que el gobierno de Leguía prohibió su publicación. También dirigió Concordia entre julio de 1928 y agosto de 1929 y El Trabajo entre 1931 y 1934.

## Precursora del indigenismo
A comienzos del siglo XX, entre 1903 y 1904, Mayer se presentó en El Comercio con artículos titulados Cartas del Perené. Estos artículos eran crónicas que escribió durante su viajes a la sierra y selva peruana. En 1905 empezó a publicar sobre el tema indígena, lo cual sugiere que para esa época ya estaba vinculada con organizaciones indígenas del interior del país, quienes le informaban sobre sus demandas y que ella publicaba en los periódicos y medios donde tenía acceso. Por estas actividades es que se podría afirmar que su interés y defensa por la cuestión indígena fueron anteriores a la fundación de la Asociación Pro Indígena.

## Asociación Pro Indígena
Por sus relaciones con organizaciones indígenas, Mayer logró informarse de primera mano sobre la explotación a los indígenas y el prejuicio racial a los que eran sometidos, por lo que expresó claramente su postura en más de una ocasión:
“que todos los peruanos formen en armoniosa cooperación la prosperidad individual y colectiva! En las casas de comercio de Lima y el Callao, se amargan mutuamente la exis-tencia los empleados por ridículas cuestiones del color, y en las provincias, desde los años que el niño va á la escuela, se pone el gamonalismo la careta del orgullo de razas, tras la cual asoma un rostro del mismo matiz como el de la casta despotizada”
La Asociación Pro Indígena se fundó en 1909 y en 1919, por la constante persecución y censura del gobierno de Leguía, se cambió de nombre por el de Comité Central Pro Derecho indígena. Mayer participó en los congresos indígenas que a partir de 1923 organizó dicha asociación. A pesar de los esfuerzos de sus fundadores y colaboradores, en 1927, como parte de la política de persecución del gobierno de Leguía, el Comité Central Pro derecho indígena se disolvió y prohibió. Fue así como después de haber sido legalmente reconocida, terminó siendo una organización proscripta e ilegal.
La Pro-Indígena se propuso defender la vigencia de los derechos para los indígenas que la Constitución garantizaba para todo ciudadano peruano, como lo fue la libertad de expresión, libertad de reunión, derecho a la propiedad y derecho al trabajo. Para lograr ello, la Pro Indígena recurrió a una serie de estrategias, como la propaganda a favor de la causa indígena, incidir en la aprobación o abolición de disposiciones legales, establecer un periódico destinado a “educar” a los indígenas y una oficina especial para defenderlos gratuitamente en todo el Perú.
A partir de su destacada labor en la Pro Indígena, Mayer participó en varios congresos internacionales como lo fueron el Primer Congreso Femenino Internacional, realizado en Buenos Aires (1910); el Primer Congreso Universal de las Razas, en Londres (1912), y el Congreso Indigenista de Pastcuaro, en México (1940).

## Reconocimientos
En 2022 recibió un reconocimiento póstumo por parte del Ministerio de la Mujer y Poblaciones Vulnerables (MIMP) del Estado Peruano, el cual, mediante un decreto en ocasión del 8 de marzo, otorgó la condecoración “Orden al Mérito de la Mujer” a Dora Mayer y otras 24 mujeres peruanas, siendo destacadas por su tarea en la defensa de los derechos y por promover la igualdad de género. En particular, Mayer fue reconocida por "su aporte en el desarrollo de las ciencias sociales en el país y la eliminación de las barreras para la igualdad de género".